# اسید چرب امگا ۹

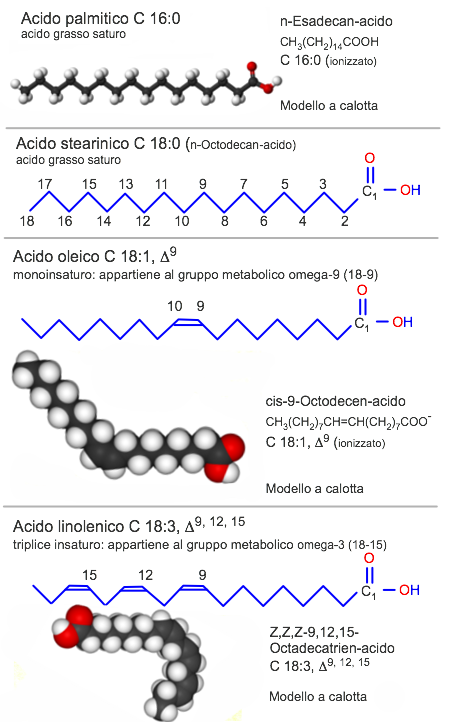
Example Fatty acids 3D

اسیدهای چرب امگا ۹ (اسیدهای چرب ω-۹ یا اسیدهای چرب n -9) خانواده‌ای از اسیدهای چرب غیراشباع هستند که دارای پیوند دوگانه نهایی کربن-کربن در موقعیت امگا ۹ هستند؛ یعنی نهمین پیوند از انتهای متیل اسید چرب.
برخلاف اسیدهای چرب امگا ۳ و اسیدهای چرب امگا ۶، اسیدهای چرب امگا ۹ به‌عنوان اسیدهای چرب ضروری طبقه‌بندی نمی‌شوند. این موضوع، هم به این دلیل است که بدن انسان می‌تواند آن‌ها را از چربی‌های غیر اشباع ایجاد کند و بنابراین در رژیم غذایی ضروری نیستند، و هم به این دلیل که فقدان پیوند دوگانهٔ امگا ۶، آن‌ها را از شرکت در واکنش‌هایی که ایکوزانوئیدها را تشکیل می‌دهند، بازمی‌دارد.

## زمینه
برخی از اسیدهای چرب امگا ۹، اجزای رایج چربی حیوانی و روغن گیاهی هستند. دو اسید چرب امگا ۹ مهم در صنعت عبارت‌اند از:
- اسید اولئیک (۱۸:۱، n- 9)، که جزء اصلی روغن زیتون، روغن ماکادامیا و سایر چربی‌های «تک‌غیراشباع» است.
- اسید اروسیک (۲۲:۱، n- 9)، که در کلزا، دانهٔ گل خاکشیر تلخ و دانه خردل یافت می‌شود. کلزا با محتوای اسید اروسیک بالا برای استفادهٔ تجاری در نقاشی‌ها و پوشش‌ها به عنوان روغن خشک‌شونده کشت می‌شود. روغن کانولا از یک رقم گیاه کلزا پدید می‌آید که برای داشتن اسید اروسیک بسیار کمی پرورش داده شده یا در برخی موارد اصلاح ژنتیکی شده‌است.

در شرایط شدید محرومیت از اسیدهای چرب ضروری، پستانداران اسید اولئیک را طویل و غیراشباع می‌کنند تا اسید مید بسازند (۲۰:۳، n- 9). این موضوع به میزان کمتری در یک مطالعه که در مورد گیاهخواران و نیمه-گیاهخوارانی که رژیم غذایی بدون منابع قابل توجه اسیدهای چرب ضروری را دنبال می‌کردند، ثبت شده‌است.
| نام متداول    | نام لیپید   | نام شیمیایی                                  |
| ------------- | ----------- | -------------------------------------------- |
| اسید هیپوژیک  | 16:1 (n- ۹) | (Z)-هگزادک-۷-انوئیک اسید                     |
| اسید اولئیک   | 18:1 (n- ۹) | (Z)-octadec-9-enoic acid                     |
| اسید الیدیک   | 18:1 (n- ۹) | (E)-octadec-9-enoic acid                     |
| اسید گاندوئیک | 20:1 (n- ۹) | (Z)-eicos-11-enoic acid                      |
| اسید مید      | 20:3 (n- ۹) | (5 Z, 8 Z, 11 Z)-eicosa-5,8,11-trienoic acid |
| اسید اروسیک   | 22:1 (n- ۹) | (Z)-docos-13-enoic acid                      |
| اسید نرونیک   | 24:1 (n- ۹) | (Z)-tetracos-15-enoic acid                   |
| اسید زیمنیک   | 26:1 (n- ۹) |                                              |